# 利斯米爾 (新罕布什爾州)
利斯米爾（英語：Lees Mill）是位於美國新罕布什爾州卡羅爾縣的非建制地區。

## 地理
利斯米爾所處的海拔為高於海平面158米（即518英呎），而該地所採用的時區為UTC-5，即北美东部时区（EST）。同時該地設有夏令時間，為UTC-5調快一小時，即UTC-4（EDT）。